# تنگوییه
تنگوییه، روستایی از توابع بخش مرکزی شهرستان سیرجان در استان کرمان است.جمعیت این روستا بر اساس سر شماری سال ۱۳۸۵، ۱۹ نفر بوده است.مردم این روستا به زبان فارسی (لهجه سیرجانی)صحبت میکنند.

## جمعیت
این روستا در دهستان چهارگنبد قرار دارد و براساس سرشماری مرکز آمار ایران در سال ۱۳۸۵، جمعیت آن ۱۹ نفر (۶خانوار) بوده‌است.